# Бетейвія (Монтана)
Бетейвія (англ. Batavia) — переписна місцевість (CDP) в США, в окрузі Флетгед штату Монтана. Населення — 368 осіб (2020).

## Географія
Бетейвія розташована за координатами 48°10′39″ пн. ш. 114°24′26″ зх. д. / 48.17750° пн. ш. 114.40722° зх. д. (48.177440, -114.407201).  За даними Бюро перепису населення США в 2010 році переписна місцевість мала площу 4,65 км², з яких 4,65 км² — суходіл та 0,00 км² — водойми.

## Демографія
Згідно з переписом 2010 року, у переписній місцевості мешкало 385 осіб у 142 домогосподарствах у складі 108 родин. Густота населення становила 83 особи/км².  Було 151 помешкання (32/км²).
Расовий склад населення:
| - 96,1 % — білих - 0,3 % — вихідців з тихоокеанських островів - 0,3 % — корінних американців - 0,3 % — чорних або афроамериканців - 0,3 % — азіатів |

До двох чи більше рас належало 2,9 %. Частка іспаномовних становила 1,8 % від усіх жителів.
За віковим діапазоном населення розподілялося таким чином: 28,3 % — особи молодші 18 років, 58,7 % — особи у віці 18—64 років, 13,0 % — особи у віці 65 років та старші. Медіана віку мешканця становила 35,3 року. На 100 осіб жіночої статі у переписній місцевості припадало 107,0 чоловіків;  на 100 жінок у віці від 18 років та старших — 104,4 чоловіків також старших 18 років.
Середній дохід на одне домашнє господарство  становив 42 550 доларів США (медіана — 34 167), а середній дохід на одну сім'ю — 49 732 долари (медіана — 37 500). За межею бідності перебувало 29,2 % осіб, у тому числі 41,4 % дітей у віці до 18 років та 20,8 % осіб у віці 65 років та старших.
Цивільне працевлаштоване населення становило 155 осіб. Основні галузі зайнятості: роздрібна торгівля — 34,2 %, освіта, охорона здоров'я та соціальна допомога — 24,5 %, будівництво — 13,5 %, мистецтво, розваги та відпочинок — 11,6 %.